# Julien Michaud
Julien Michaud, né le 1er septembre 1979 à Besançon (Doubs),  est un pongiste handisport français. Il est médaillé de bronze lors des Jeux paralympiques d'été de 2024 à Paris.

## Carrière
Devenu tétraplégique  à la suite d'un accident survenu en 1996, Julien Michaud s'installe à Canet-en-Roussillon (Pyrénées-Orientales) au début des années 2000.
Julien Michaud est médaillé d'or aux Championnats d'Europe 2023 à Sheffield. 
Il est médaillé de bronze en double hommes MD4 avec Fabien Lamirault aux Jeux paralympiques de 2024 à Paris.

## Décorations
- Chevalier de l'ordre national du Mérite (2024)[3]